# 20α,22R-Dihydroxycholestérol
Le 20α,22R-dihydroxycholestérol est un intermédiaire métabolique endogène de la biosynthèse des hormones stéroïdiennes à partir du cholestérol,. C'est le produit de la deuxième étape de la conversion du cholestérol en prégnénolone par l'enzyme de clivage de la chaîne latérale du cholestérol, ou P450scc.